# Laski (Varsovie-ouest)
Pour les articles homonymes, voir Laski.
Laski [ˈlaski] est un village polonais, situé dans la gmina d'Izabelin de la Powiat de Varsovie-ouest dans la voïvodie de Mazovie dans le centre-est de la Pologne.
Le village a une population de 1 710 habitants en 2000.